# فرانكو زوكوليني
فرانكو زوكوليني (بالإسبانية: Franco Zuculini)‏ (مواليد 5 سبتمبر 1990 في لا ريوخا - الأرجنتين) لاعب كرة قدم أرجنتيني يلعب حاليا لصالح نادي الدرجة الثانية الإيطالي بولونيا الإيطالي منذ 2014 في مركز الوسط المحوري.

## روابط خارجية
- فرانكو زوكوليني على موقع الاتحاد الدولي (مؤرشف)  (الإنجليزية)
- فرانكو زوكوليني على موقع الاتحاد الأوربي (الإنجليزية)
- فرانكو زوكوليني على موقع قاعدة بيانات كرة القدم.إي يو (الإنجليزية)
- فرانكو زوكوليني على موقع بيانات كرة القدم. دي إي (الألمانية)
- فرانكو زوكوليني على موقع ناشيونال فوتبول تيمز (الإنجليزية)
- فرانكو زوكوليني على موقع Soccerbase.com (لاعب) (الإنجليزية)
- فرانكو زوكوليني على موقع Soccerway.com (الإنجليزية)
- فرانكو زوكوليني على موقع عالم كرة القدم.نت (الإنجليزية)
- فرانكو زوكوليني على موقع كووورة
- فرانكو زوكوليني على موقع AS.com (الإسبانية)